# Dick's Sporting Goods Park
El Dick's Sporting Goods Park és un estadi de futbol ubicat a Commerce City, Colorado, dins de l'àrea metropolitana de Denver (Estats Units). Actualment és la seu dels Colorado Rapids, club de la Major League Soccer. L'estadi té una capacitat de 18.086 espectadors per a partits de futbol i de 26.000 per a concerts. Fou inaugurat el 7 d'abril de 2007.